# Малі Ейсманти
Малі Ейсманти (біл. Малыя Эйсманты) — село в складі Берестовицького району Гродненської області, Білорусь. Село підпорядковане Олекшицькій сільській раді, розташоване у західній частині області.